# Vergeten wespenorchis
De vergeten wespenorchis (Epipactis leptochila var. neglecta, synoniem: Epipactis neglecta) is een Europese orchidee.
De vergeten wespenorchis is oorspronkelijk beschreven als een ondersoort van de smallippige wespenorchis (Epipactis leptochila), vervolgens als een aparte soort, en tegenwoordig als een variëteit van de smallippige wespenorchis.
Ze is in België algemener dan de klassieke variëteit, var. leptochila.

## Etymologie en naamgeving
- Synoniem: Epipactis leptochila subsp. neglecta Kümpel 1996, Epipactis neglecta (Kümpel) Kümpel 1996

De botanische naam Epipactis werd reeds door Theophrastos van Eresos, een filosoof en botanicus uit de Griekse oudheid gebruikt, maar waarschijnlijk voor een andere plant. De botanische naam Epipactis werd in 1757 door Johann Gottfried Zinn, een hoogleraar in de plantkunde aan de Georg-August-Universität Göttingen, aan dit geslacht toegekend.
De soortaanduiding neglecta komt van het Latijnse neglectus (vergeten).

## Kenmerken

### Plant
De vergeten wespenorchis is een overblijvende, niet-winterharde geofyt. Het is een middelgrote (maximaal 60 cm) plant met donkergroene, meestal hangende bladeren en een bloemrijke maar ijle, naar één kant gekeerde tros met roze en groene bloemen.

### Bladeren
De elliptisch-lanceolate bladeren zijn donkergroen en hangen meestal af. De onderste schutbladen zijn langer dan de bloemen zelf.

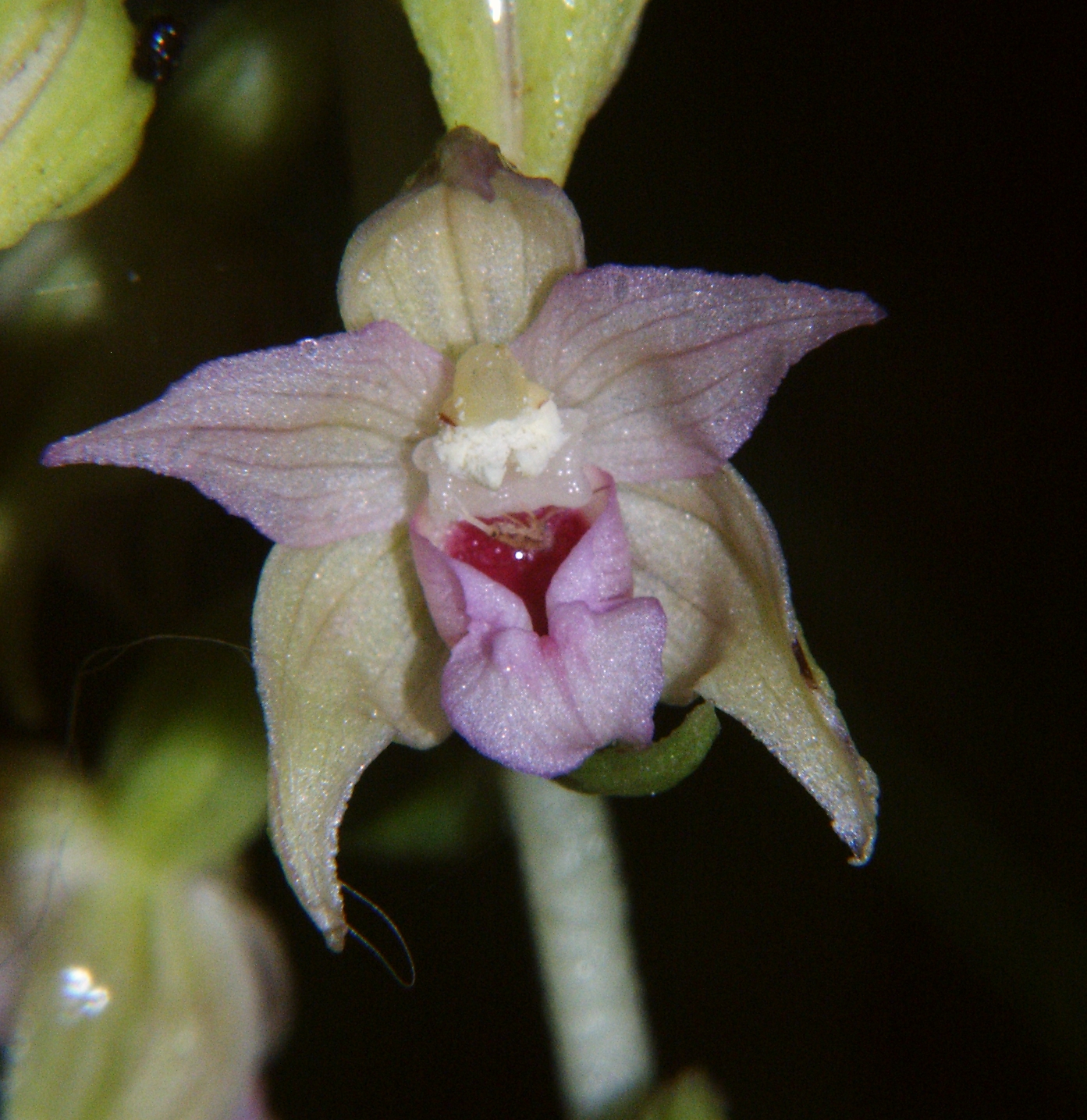
Vedetail bloem. Let op de teruggeslagen top van het epichiel

### Bloemen
De bloemen zijn enkel in het begin van de bloei volledig geopend, later vouwen ze zich klokvormig samen. De kelkbladen en kroonbladen zijn spits, de kelkbladen groen, de kroonbladen groen met roze. De lip bestaat uit twee delen, een hypochiel en een epichiel (typisch voor wespenorchissen). De overgang van hypochiel naar epichiel is smal, waardoor de randen van de hypochiel elkaar bijna raken. De binnenzijde van het hypochiel is donkerbruin gekleurd en glimmend van de nectar. Het epichiel is meestal roze gekleurd. De top ervan is puntig, maar teruggeslagen naar onder, zodat het soms de onderkant van het hypochiel raakt. Het gynostemium heeft, behalve bij net geopende bloemen, geen werkend rostellum of viscidium. Het vruchtbeginsel heeft een geelgroen aangelopen basis.
De bloeitijd is van eind juni tot midden juli, twee weken voor de smallippige wespenorchis.

## Habitat
De vergeten wespenorchis komt voor op beschaduwde plaatsen in goed ontwikkelde loofbossen (vooral beuken- en eikenbossen) met een rijke kruidlaag, liefst op kalkrijke grond. Ze verdraagt meer schaduw dan de smallippige wespenorchis.

## Verspreiding en voorkomen
Het verspreidingsgebied van de vergeten wespenorchis komt ongeveer overeen met dat van de smallippige, namelijk de gematigde en subtropische zones van het noordelijk halfrond. In Europa van Ierland en Groot-Brittannië over West- en Midden-Europa tot in het Middellands Zeegebied.
In België is de vergeten wespenorchis meer algemeen dan de klassieke variëteit leptochila, en komt ze voor in Wallonië.

## Taxonomie, verwante en gelijkende soorten
De vergeten wespenorchis behoort tot het geslacht van de wespenorchissen, waarvan een tiental sterk gelijkende soorten in België en Nederland voorkomen.
De vergeten wespenorchis is door Kümpel zelf beschreven als ondersoort van de smallippige wespenorchis, E. leptochila subsp. neglecta, en in 1996 opgewaardeerd tot soort. In 1999 werd de plant door Gévaudan terug naar variëteit gedegradeerd.
De verschillen tussen de vergeten wespenorchis en de smallippige wespenorchis zijn zeer relatief. De meest sprekende verschillen zijn:
- de bladeren van de vergeten orchis zijn donkergroen;
- de aanzet van het hypochiel is veel smaller bij de vergeten wespenorchis;
- de top van het epichiel is teruggeslagen.

## Bedreiging en bescherming
De belangrijkste bedreiging is het verlies van hun biotoop door bosexploitatie.
In België staat de vergeten wespenorchis (als variëteit van de smallippige wespenorchis) op de lijst van wettelijk beschermde planten in België.
Sectie Arthrochilium

E. palustris (Moeraswespenorchis)

Sectie Cymbochilium

E. veratrifolia

Sectie Epipactis · Ondersectie Autogamepactis 

E. aspromontana · E. bugacensis · E. campeadori · E. cretica · E. danubialis · E. dunensis · E. flaminia · E. futakii · E. greuteri · E. komoricensis · E. leptochilla (Smallippige wespenorchis) · E. leptochila var. neglecta (Vergeten wespenorchis) · E. muelleri (Geelgroene wespenorchis) · E. nauosaensis · E. nordeniorum · E. olympica · E. peitzii · E. placentina · E. pontica · E. provincialis · E. rhodanensis · E. sancta · E. schubertiorum · E. voethi

Sectie Epipactis · Ondersectie Epipactis 

E. degenii · E. densifolia · E. dunensis · E. guegelii · E. helleborine (Brede wespenorchis) · E. helleborine subsp. neerlandica (Duinwespenorchis) · E. heraclea · E. lapidocampi · E. rhodanensis · E. tremolsii · E. turcica

Sectie Epipactis · Ondersectie Porphyreochromatae

E. bythinica · E. distans · E. lusiticana · E. meridionalis · E. pollinensis · E. pseudopurpurata · E. rechingeri · E. troodi · E. purpurata (Paarse wespenorchis)

Sectie Rhytidochilum

E. atrorubens (Bruinrode wespenorchis) · E. cardina · E. condensata · E. kleinii · E. microphylla (Kleinbladige wespenorchis) · E. spiridonovii · E. subclausa 

Sectie Ripariphilae

E. albensis · E. confusa · E. fageticola · E. fibri · E. gracilis · E. mecsekensis · E. persica · E. phyllanthes (Dichte wespenorchis) · E. tallosii